# Harmonika
Harmonika (lat. harmonicus, skladan), u nekim dijelovima Hrvatske poznata i kao armunika, široko je rasprostranjeno glazbalo koje se upotrebljava u raznim tipovima glazbe. Izumljena je 1822. ili 1829., a izum se pripisuje Franzu Friedrichu Buschmannu (godina proizvodnje još je sporna). Najmasovnije se upotrebljava u zabavnoj, folklornoj i narodnoj glazbi, ali se u drugoj polovici 20. stoljeća počela pojavljivati i u klasičnoj glazbi kao instrument novih zvukovnih boja i mogućnosti. Upravo zbog upotrebe harmonike u najrazličitijim glazbenim stilovima, postoji velik broj različitih vrsta. Veličina i zvukotvorna različitost harmonike ovise o broju tipaka na klavijaturi, boji pojedinih registara i broju basova, a jedina razlika je što dijatonska harmonika nema registre. Za harmoniku danas postoji poprilično opsežna glazbena literatura obogaćena i mnogobrojnim obradama popularnih djela poznatih skladatelja, kao i skladbe pisane izvorno za to glazbalo.
Njezin ton nastaje upuhivanjem zraka iz mijeha u kućište (kabinu) s metalnim jezičcima. Sastoji se od dva dijela povezana mijehom.